# Carolina (chanson)
Pour les articles homonymes, voir Carolina.
Carolina est une chanson interprétée par l'auteure-compositrice-interprète américaine Taylor Swift pour la bande originale du film Là où chantent les écrevisses.

## Historique
Sur ses réseaux sociaux, Taylor Swift évoque le roman Là où chantent les écrevisses de Delia Owens qu'elle dit avoir apprécié. Lorsqu'elle apprend qu'une adaptation au cinéma est en projet, elle ressent l'envie d'y contribuer en proposant de la musique. Elle écrit la chanson Carolina seule au milieu de la nuit, alors qu'elle est en train de travailler sur l'album Folklore avec le producteur Aaron Dessner (en). Ensemble, ils s'occupent de la production de Carolina en veillant à n'utiliser que des instruments de musique existant avant 1953, l'époque durant laquelle se déroule l'histoire. Ils enregistrent la chanson d'une traite afin de rester fidèle aux pratiques des années 1950.
Une fois la chanson terminée, Taylor Swift contacte l'équipe du film, dont la productrice Reese Witherspoon, pour les informer de l'existence de ce titre. Ils décident de l'incorporer au générique de fin du film, la productrice Olivia Newman expliquant que la chanson permet de transmettre un « sentiment spécifique » qui était présent à la fin du roman d'origine et qu'elle souhaitait retransmettre à la fin du film.
D'abord incluse dans une bande-annonce pour le film publiée le 22 mars 2022, la chanson sort le 24 juin 2022.

## Composition
Carolina est une ballade évoquant la musique folk des Appalaches. Sa mélodie utilise l'accord parfait mineur, et elle est composée à l'aide d'instruments acoustiques classiques de l'americana, dont la mandoline et le fiddle.
Les paroles de la chanson sont inspirées de l'histoire du film qui suit Kya, surnommée la « fille des marais », qui a grandi dans la nature de la Caroline du Nord. Dans un communiqué, Taylor Swift explique avoir voulu évoquer sa solitude, son indépendance, sa nostalgie, son immobilité, sa curiosité, sa peur, sa gentillesse et la trahison du monde à son égard.